# Spirit of Christmas (Pee-Wee-Ellis-Album)
The Spirit of Christmas ist ein Jazz-Weihnachtsalbum von Pee Wee Ellis, das im Jahr 2013 aufgenommen und veröffentlicht wurde.

## Hintergrund
Pee Wee Ellis ursprüngliche Idee war es, ein paar Freunde zusammen zu rufen, um einige Weihnachtskonzerte zu spielen. Dann machte der Produzent Stephan Meyner ihm den Vorschlag eine Weihnachts-CD aufzunehmen. Pee Wee Ellis: „Ich fand das eine tolle Idee, also haben wir gleich losgelegt!“

## Titelliste
1. Have Yourself a Merry Little Christmas (Hugh Martin; Ralph Blane,[2] Arr: Pe Wee Ellis) – 3:34
2. Rudolph the Red-Nosed Reindeer (Johnny Marks[2] Arr: Gary Winters) – 5:25
3. Last Christmas (George Michael) – 5:34
4. Christmas in New Orleans (Dick Sherman, Joseph Van Winkle) – 4:09
5. Christmas Time Is Here (Vince Guaraldi, Lee Mendelson) – 7:26
6. In the Upper Room (Lucie E. Campbell) – 7:58
7. In the Bleak Midwinter (Harold Darke, Christina Rossetti[2] Arr: Pe Wee Ellis) – 3:59
8. Ezekiel Saw the Wheel (Trad. Arr: Pe Wee Ellis) – 3:13
9. White Christmas (Irving Berlin) – 3:27
10. Snowfall (Claude Thornhill) – 3:51
11. Stille Nacht (Franz Xaver Gruber, Joseph Mohr[2] Arr: Pe Wee Ellis) – 3:05
12. What Are You Doing New Years Eve (Frank Loesser) – 4:25
13. The Christmas Song (Robert Wells, Mel Tormé) – 3:56
14. Funky Merry Christmas (Pee Wee Ellis) – 3:25

## Rezeption
Trotz des recht konventionellen Repertoires („Die Titel auf der CD laden zum Gähnen ein.“) gelingt es Ellis mit nach Ansicht von MDR Figaro stilsicheren Sängern, gutgelaunten Instrumentalisten und einer „Menge Humor“, „mit Leichtigkeit“ ein überzeugendes Weihnachtsalbum hervorzubringen, das der Sender zum „Album der Woche“ machte.
Götz Bühler stimmt diesem Urteil zu: „Auf seinem ersten Weihnachtsalbum macht der 72-Jährige genau die Musik, die man sich von einem Souverän erhofft, der seine Karriere zwischen Jazz und Soul gelebt hat. Mit einer enorm entspannten (und dabei enorm groovenden) jungen Band und zahlreichen Gast-Sängern beschwört Ellis den ‚Spirit Of Christmas‘.“
Die Welt, die ein Konzert besprach, in dem das Album 2013 in Hamburg vorgestellt wurde, hielt dieses für eine „strahlende Bescherung“.